# Angry Birds Action!
Angry Birds Action! fue un videojuego de pinball de 2016 desarrollado por Tag Games y publicado por Rovio como el decimotercer juego en la saga de Angry Birds, y el primer juego en el que los Pájaros tienen el diseño de Angry Birds: La película. Se lanzó en Nueva Zelanda el 16 de febrero de 2016 y se lanzó para iOS y Android en todo el mundo el 28 de abril de 2016. Utiliza la mecánica básica de pinball con los Angry Birds que actúan como el pinball. Era gratuito con compras opcionales incluidas en el juego.

## Recepción
Pocket Gamer calificó el juego con un 8/10, sintiendo que Angry Birds Action! era un juego entretenido incluso aunque  tenga un sistema de energía en el que después de unas cuantas jugadas el jugador tendrá que comprar gemas para continuar jugando; en general lo consideró un juego sólido que dejará una sonrisa en su cara.